# 1996 في باكستان
فيما يلي قوائم الأحداث التي وقعت خلال عام 1996 في باكستان.

## سياسة

### تعيين في المنصب
- 5 نوفمبر – ملك معراج خالد رئيس وزراء باكستان.
- 9 نوفمبر – مير ظفر الله خان جمالي رئيس وزراء بلوشستان [الإنجليزية]‏.

### انتهاء فترة المنصب
- 5 نوفمبر – بينظير بوتو رئيس وزراء باكستان.
- 5 نوفمبر – نواز شريف زعيم المعارضة [الإنجليزية]‏.

## مواليد

### سبتمبر
- 20 سبتمبر – شاه فيصل لاعب كركيت باكستاني.

### أكتوبر
- 29 أكتوبر – عاصم خان لاعب إسكواش باكستاني.

### ديسمبر
- 12 ديسمبر – حسين طلعت لاعب كركيت باكستاني.

## وفيات

### يناير
- 8 يناير – بديع الدين السندي (مواليد 1925)

### يوليو
- 3 يوليو – راج كومار (مواليد 1926) ويكيبيديا.

### سبتمبر
- 20 سبتمبر – مرتضى بوتو (مواليد 1954) سياسي باكستاني.

### نوفمبر
- 21 نوفمبر – محمد عبد السلام (مواليد 1926) عالم بالفيزياء النظرية، نال جائزة نوبل في الفيزياء.